# Малиновски, Дональд
Дональд Малиновски (англ. Donald Malinowski) — американский футбольный вратарь. Выступал за сборную США.

## Карьера
Практические всю футбольную карьеру провёл в клубе «Хармарвилл Харрикейнз», за исключением сезона 1953/54, когда выступал в «Касл Шеннон». В составе «Харрикейнз» дважды становился обладателем нейшнл челлендж кап в 1952 и 1956 годах, а также был финалистом розыгрыша 1953 года.
В составе сборной США Малиновски принял участие в трёх матчах отборочного турнира чемпионата мира 1954 против Мексики (1:3) и дважды против Гаити (3:2 и 3:0). В отборочной группе США заняли второе место и не попали на чемпионат мира. В 1955 году в товарищеском матче против Исландии вратарь сыграл свой последний матч в национальной сборной.

## Достижения
«Хармарвилл Харрикейнз»
- Обладатель нейшнл челлендж кап (2): 1952, 1956